# Sabine Vöhringer

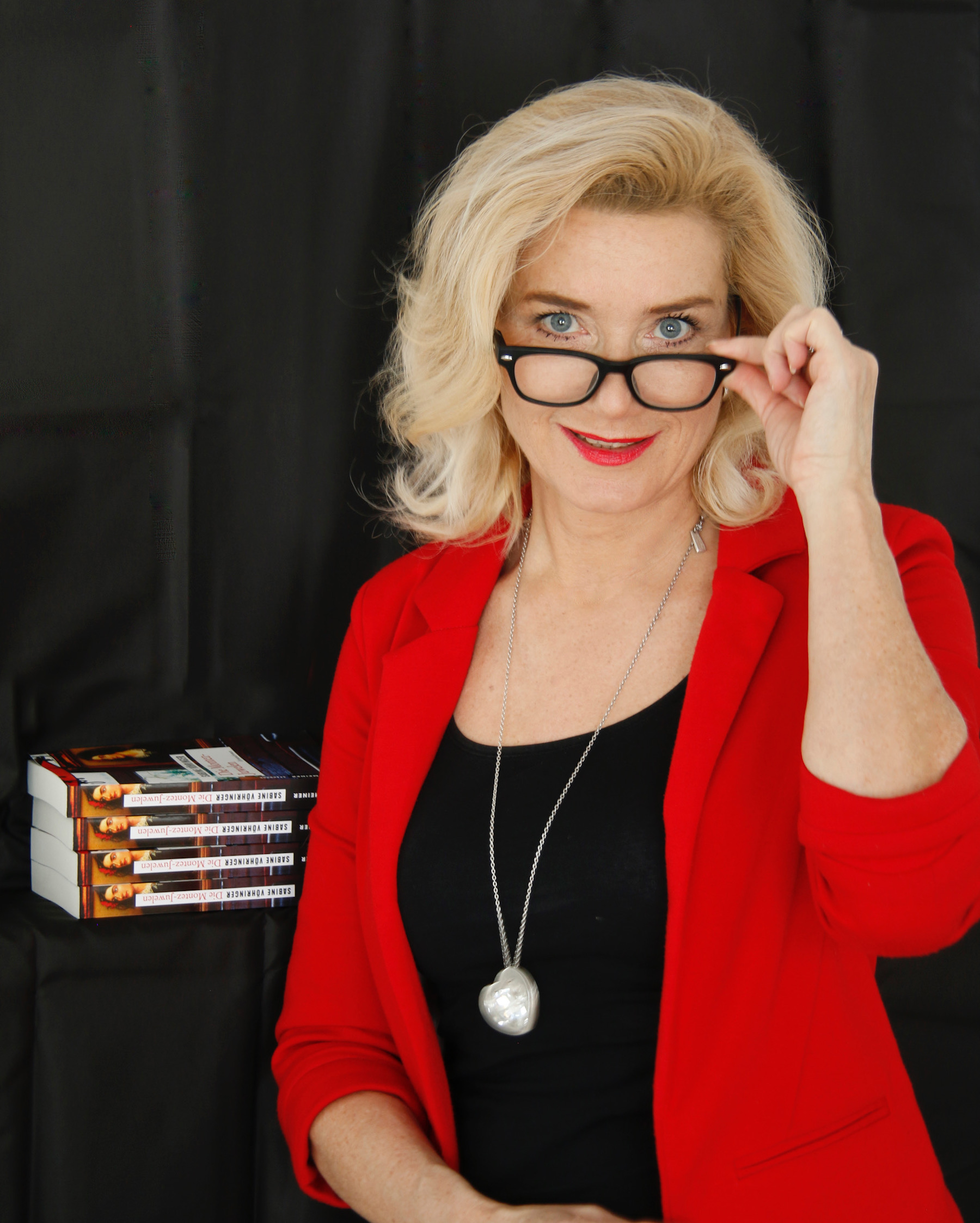
Sabine Vöhringer (2018)

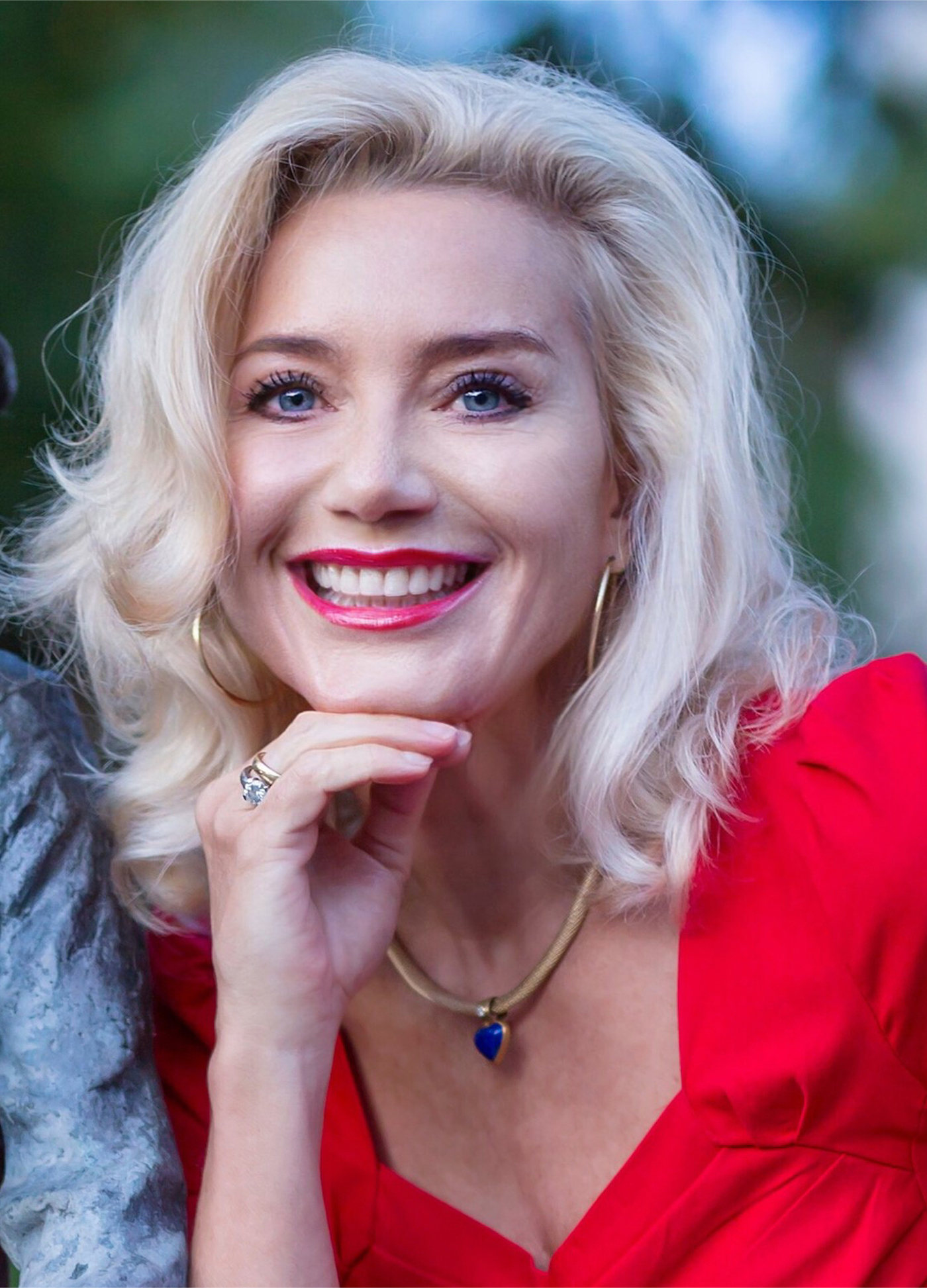
Sabine Vöhringer (2019)

Sabine Vöhringer (* 1964 in Frankfurt am Main) ist eine deutsche Schriftstellerin.

## Leben und Wirken
Sabine Vöhringer wuchs in der Nähe von Karlsruhe auf. Nach dem Studium und einem Jahr in Südfrankreich zog sie nach München, wo sie mit ihrer Familie lebt.
Seit 2017 veröffentlicht Vöhringer Kriminalromane, u. a. im Gmeiner-Verlag sowie beim Goldmann Verlag. 2017 erschien Die Montez-Juwelen, 2018 Das Ludwig Thoma Komplott und 2020 Karl Valentin ist tot. 2022 Schatten über Saint-Tropez und Der Märchenkönig. Die gleichnamigen Hörbücher erscheinen im ABOD Verlag München sowie bei Sound Neverrest. Das Hörbuch Das Ludwig Thoma Komplott wurde als Hörbuch des Jahres 2018 vom Sankt Michaelsbund ausgezeichnet.

## Werke (Auswahl)
- Die Montez-Juwelen. Tom Perlingers 1. Fall, Kriminalroman, Gmeiner-Verlag,  Meßkirch 2017, ISBN 9783839220566.
- Das Ludwig Thoma Komplott. Tom Perlingers 2. Fall, Kriminalroman, Gmeiner-Verlag, Meßkirch 2018, ISBN 9783839222942.
- Karl Valentin ist tot. Tom Perlingers 3. Fall, Kriminalroman, Gmeiner-Verlag, Meßkirch 2020, ISBN 9783839225783.
- Schatten über Saint-Tropez. Conny von Klargs 1. Fall, Goldmann Verlag, München 2022, ISBN 9783442492619.
- Der Märchenkönig. Tom Perlingers 4. Fall, Gmeiner-Verlag, Meßkirch 2022, ISBN 978-3-8392-0245-6.
- Dunkle Wolken über Cannes. Conny von Klargs 2. Fall, Goldmann Verlag, München 2023, ISBN 978-3-442-49373-9.

## Hörbücher
- Die Montez-Juwelen. Tom Perlingers 1. Fall, Kriminalroman, ABOD Verlag München, 2017, ISBN 9783946591153.
- Das Ludwig Thoma Komplott. Tom Perlingers 2. Fall, Kriminalroman, ABOD Verlag München, 2018, ISBN 9783954716296.
- Karl Valentin ist tot. Tom Perlingers 3. Fall, Kriminalroman, Sound Neverrest, 2020, ISBN 978-3969830161.
- Schatten über Saint-Tropez. Conny von Klargs 1. Fall, Sound Neverrest, 2022, ISBN 978-3-96983-128-1.
- Der Märchenkönig. Tom Perlingers 4. Fall, Sound Neverrest, 2022, ISBN  978-3-96983-121-2.